# Смрт долази на крају
Смрт долази на крају (енгл. Death Comes as the End) је историјски роман Агате Кристи први пут објављен у САД-у од стране издавача "Dodd, Mead and Company" у октобру 1944. и у Великој Британији од стране издавача Collins Crime Club у марту следеће године. Америчко издање се продавало по цени од 2 долара, а британски за седам шилинга и шест пенија.
То је једини Кристин роман чија радња није смештена у 20. век, а - што је за њу необично - такође нема европских ликова. Уместо тога, радња романа смештена је у Тебу 2000. године пре нове ере, место за које је Кристијева стекла признање док је радила са својим супругом археологом сер Максом Малованом на Блиском истоку. Роман је познат по веома великом броју смртних случајева и упоредив је са романом Десет малих црнаца са овог становишта. То је уједно и први роман пуне дужине који комбинује повесну фикцију и филмску јединицу/детективску књижевност, жанр који је касније назван повесна лудница.
Предлог да се прича заснива на древном Египту дошао је од познатог египтолога и породичног пријатеља Стивена Гленвила. Такође је помогао Кристијевој са појединостима свакодневног живота домаћинства у Египту пре 4000 година. Поред тога, дао је снажне предлоге Кристијевој да промени крај књиге. То је урадила, али се после покајала због тога, осећајући да је њен (необјављени) крај бољи. Роман је заснован на стварним писмима које је превео египтолог Батискомб Ган из раздобља египатског Средњег краљевства, а које је написао извесни Хеканахте својој породици, жалећи се на њихово понашање и опхођење према својој конкубини.
Овај роман је један од само четири Кристина који нису добили никакво прилагођавање у другим медијима, а остали су Непознато одредиште, Путник за Франкфурт и Залеђе судбине.
Кристијева је као тему за наслове својих поглавља, као и за многе своје романе, у овом случају користила египатски пољопривредни календар.

## Увод у радњу
Мирни животи једне египатске породице су поремећени када се отац Имотеп вратио са севера са својом новом конкубином Нофрет која је почела да сеје незадовољство међу њима. Када се десила смрт, пробудио се страх од проклетства у кући, али да ли је убица у близини?

## Радња
Роман је првенствено писан из перспективе Ренисенб, младе удовице која се поново упознаје са својом породицом када је њен отац Имотеп, успешан, али помпезни и кратковиди свештеник, у њихове животе довео нову „жену“, Нофрет. Нофрет убрзо поремећује и супротставља се Имотеповим синовим - Јахмосу, Собеку и Ипију - као и њиховим женама. Ренисенб схвата да је домаћица Хенет, док глуми оданост, пуна мржње. Она се суочава са Хенет пред крај приче која у налету љутње признаје да мрзи Ренисенб и њену давно преминулу мајку.
Пошто је Имотеп позван, Сатипи и Кејт, жене старијих синова, покушавају да малтретирају Нофрет триковима, али план се изјаловио када је Нофрет апеловала на Имотепа и он запрети да ће се одрећи својих синова и њихових породица по свом повратку. Одједном сви имају побуду да убију Нофрет, а када је она пронађена мртва у подножју литице, несрећа изгледа мало вероватна, иако нико неће да призна ништа друго.
Затим, Сатипи у страху пада у смрт са исте литице док је шетала са Јахмосом. Ренисенб и други се питају да ли је Нофретин осветнички дух гледао преко Јахмосовог рамена неколико тренутака пре смрти. Ово објашњење постаје снажно када су Јахмосе и Собек попили отровано вино. Собек умире, а Јахмос преживљава јер је попио мање вина. Дечак роб који каже да је видео Нофретиног духа како трује вино умире од отрова убрзо након тога.
Згодни писар Камени се заљубио у Ренисенб и на крају ју је запросио. Несигурна да ли воли њега или очевог саветника Хорија којег познаје од детињства, Ренисенб препушта избор у очевим рукама и вери се за Каменија. Она, међутим, схвата да је његов однос са Нофрет био ближи него што је претпостављала и да је љубомора можда утицала на Нофретину горку мржњу према породици. Хори и Еса, старија мајка Имотепа (паметна жена која иако скоро потпуно слепа види ствари јасније од већине других - посебно њеног сина) почињу да истражују могућност људског убице. Ипи, и сам вероватно осумњичен, почиње да се хвали својим новим, бољим положајем код оца. Он планира да се отараси домаћице Хенет и то јој говори. Следећег јутра, Ипи је пронађен утопљен у језеру.
Поље осумњичених је додатно сужено. Еса покушава да истера убицу на чистац наговештавајући Сатипијеву смрт, али је и сама убијена отрованим мастима упркос присуству кушача хране. Хенет - која зна идентитет убице и тренутно је моћна усред расула - угушена је постељином која се користи за умотавање све већег броја жртава.
На истој стази код литице где су помрли Нофрет и Сатипи, Ренисенб, очигледно позвана од Хори, чује кораке иза себе и окреће се и види Јахмоса. Она тада види израз убилачке мржње у очима свог брата који је Сатипи видела пре него што је убијена. Међутим, пре него што је Ренисенб била убијена, Хори убија Јахмоса стрелом и спашава је. Хори објашњава Ренисенб да Сатипи није са страхом гледао ни у шта даље него у Јахмоса — гледала је право у њега. Потрошио је несмртоносну количину отрова и претварао се да се опоравља док је починио убиства како да постане главни наследник тако и да се препусти својој новооткривеној љубави према насиљу. Ренисенбин коначни избор је за кога ће се удати: за Каменија, живахног мужа који није сличан њеном првом, или Хорија, старију и загонетнију фигуру. Она прави свој избор и пада у Хоријев загрљај.

## Ликови
- Имотеп, свештеник
- Нофрет, Имотепова конкубина са севера
- Еса, Имотепова мајка
- Јахмос, Имотепов старији син
- Сатипи, Јахмосова жена
- Ипи, Имотепов млађи син
- Ренисенб, Имотепова ћерка
- Собек, Имотепов средњи син
- Каит, Собекова жена
- Хенет, жена која држи све заједно
- Хори, породични писар
- Камени, писар са севера
- Тети, Ренисенбина ћерка
- Каи, Ренисенбин покојни муж

## Књижевни значај и пријем
Морис Вилсон Дишер из часописа Књижевни додатак Времена 28. априла 1945. рекао је да „Када специјалиста стекне непогрешиву вештину постоји искушење да пронађе задатке који су изузетно тешки. Призори романа Смрт долази на крају постављени у Древном Египту су насликани деликатно. Домаћинство свештеника који је приказан не као света личност већ као обиман земљопоседник одмах изазива привлачност јер су њени чланови људи. Али док ауторкина вештина може да изазове пометњу око смрти старе жене пре неколико хиљада година, то временско раздобље смањује радозналост о томе зашто или како су она (и други) помрли."
Морис Ричардсон, самопроглашени поштовалац Кристијеве, написао је у издању часописа Посматрач 8. априла 1945. године: „Једна од најбољих недеља рата за крими фантастику. Прво, наравно, нова Агата Кристи. Смрт долази на крају. И заиста је запањујуће ново са древним египатским окружењем у сеоском домаћинству свештеника који преоптерећује своју ионако напету породицу доводећи кући ултра чврсту конкубину из Мемфиса. Исход: низ убистава. Са својом посебном археолошком опремом, госпођа Кристи чини да се на Нилу 1945. п. н. е. осећате једнако као код куће као да вас је бомбардовала лажним траговима у салону прекривеном цинцетом у топлицама "Лимингтон". Али она није само променила призоре. Њена реконструкција је живописна и она заиста напорно ради на својим ликовима. Моје већ безосећајно дивљење према њој повећава се још више.“
Године 1990. роман је увршћен на Списак 100 најбољих криминалистичких романа свих времена Удружења писаца крими-романа.
Роберт Барнард: „Божић Херкула Поароа пренет у Египат око 2000. године пре нове ере. Урађен са тактом, али исход је некако костурски – схватите колико просечна Кристијева зависи од украса: одеће, намештаја, прибора за буржоаски живот. Кривац у овај се открива мање откривањем него поступком уклањања."

## Планирана екранизација
ББЦ-ова екранизација романа најављена је у августу 2016. као део низа екранизација Кристиних дела. Гвинет Хјуз је најављена као сценаристкиња у децембру 2018. а емитовање је планирано за 2019. Међутим, никакве даље вести нису откривене о екранизацији.